# Astragalus maireanus
Astragalus maireanus är en ärtväxtart som beskrevs av Werner Rodolfo Greuter och Hervé Maurice Burdet. Astragalus maireanus ingår i släktet vedlar, och familjen ärtväxter. Inga underarter finns listade i Catalogue of Life.